# Рюкан
Рю̀кан (на норвежки: Rjukan) е град в Южна Норвегия с население от 3243 жители (по приблизителна оценка от януари 2018 г.). Името си е взел от водопада Рюканфосен (Rjukanfossen), който се намира наблизо. Разположен е в долина на река Мона във фюлке Телемарк. Той е главен административен център на община Тин.

## История
Градът е промишлен център на района, заради близостта му с водопада. Бил е основан между 1905 и 1916 г. През 1934 г. е била построена най-голямата за времето си ВЕЦ-централа, както и една по-малка азотна централа. След 1960 г. производството в града отслабнало. Градът, също така от много години се радва на туристически интерес.

## Рюкан в популярната култура
В първата част на серията от игри Medal of Honor нацистки учени се опитват да създадат атомна бомба в електрическата централа на града.

## Известни личности
Родени в Рюкан
- Гунар Сьонстебю (1918 – 2012), офицер